# Sophie và tên khổng lồ
Sophie và tên khổng lồ (The BFG: "Big Friendly Giant") là cuốn sách dành cho thiếu nhi được phát hành năm 1982 do nhà văn người Anh Roald Dahl viết và minh họa bởi Quentin Blake. Đây là câu chuyện ngắn nối tiếp từ một câu chuyện trước của Dahl năm 1975, Danny- Nhà vô địch thế giới. Cuốn sách này được viết dành cho cô con gái yêu quý của Dahl là Olivia, cô chết vì bệnh viêm não sởi khi mới bảy tuổi vào năm 1962. Đến năm 2009, cuốn tiểu thuyết đã bán được 37 triệu bản tiếng Anh, với hơn 1 triệu bản được bán trên khắp thế giới mỗi năm.
Một bộ phim chuyển thể hoạt hình đã được phát hành tại rạp chiếu phim vào năm 1987, trong đó David Jason lồng tiếng cho BFG và Amanda Root lồng tiếng cho Sophie. Tác phẩm còn được chuyển thể thành kịch nói trên nhiều sân khấu. Hoạt hình chuyển thể từ tác phẩm do Steven Spielberg đạo diễn đã được phát hành vào năm 2016.

## Tóm tắt
Cuốn sách bắt đầu với một cô gái trẻ tên là Sophie nằm trên giường trong một trại mồ côi. Cô bé cá tính lạ kỳ này luôn tin rằng điều kỳ diệu sẽ xuất hiện lúc ba giờ sáng, đưa cô vào những chuyến phiêu lưu. Và điều kỳ diệu cuối cùng cũng xảy ra, mang cô bé đi đến với vùng đất mới.
Câu chuyện huyền ảo về tình bạn giữa cô bé Sophie và một Người Khổng Lồ(BFG) bắt đầu, ông cho cô xem những điều kỳ diệu cũng như mối đe doạ ở Vương Quốc Khổng Lồ, cũng là nơi ông thu thập giấc mơ và gửi chúng đến cho những đứa trẻ, dạy cô về ma thuật và sự huyền bí của những giấc mơ. Họ nhanh chóng trở thành bạn thân của nhau, nhưng sự hiện diện của Sophie ở Vương Quốc Khổng Lồ đã thu hút sự chú ý và quấy rối của những gã khổng lồ khác. Sophie và BFG quyết định tới London để gặp Nữ hoàng và cảnh báo bà về âm mưu của người khổng lồ, nhưng trước hết họ cần thuyết phục Nữ hoàng và cô hầu gái của bà, Mary nói rằng người khổng lồ là có thật. Họ cùng nhau lập kế hoạch để đẩy lùi đám người khổng lồ và bảo vệ vương quốc.

## Nhân vật
- Sophie: Nhân vật chính và cũng là nữ anh hùng trong câu chuyện.
- BFG: Một người khổng lồ thân thiện, nhân từ, hiền lành, cao 24 feet, có khả năng siêu tốc độ và siêu thính giác. Nghề chính của ông là thu thập và gửi cho trẻ em những giấc mơ đẹp. Ông cũng đã từng xuất hiện trong cuốn tiểu thuyết khác: "Danny- Nhà vô địch thế giới".
- Elizabeth II-Nữ hoàng Anh: Mạnh mẽ và nữ tính, cô đóng một vai trò quan trọng trong việc giúp Sophie và BFG.
- Mary: Cô hầu của Nữ hoàng.
- Ông Tibbs: Quản gia của Nữ hoàng.
- Bà Clonkers: Giám đốc của trại trẻ mồ côi mà Sophie sống ở đầu tiểu thuyết, bà được miêu tả là người độc ác.
  - Fleshlumpeater: Trùm của lũ người khổng lồ, to nhất và khủng khiếp nhất.
  - Bloodbottler: Thông minh nhất trong lũ người khổng lồ, rất thích hương vị của máu người.
  - Manhugger: Một trong số 9 người khổng lồ.
  - Meatdripper: Một trong số 9 người khổng lồ.
  - Childchewer: Một trong số 9 người khổng lồ.
  - Butcher Boy: Em út trong 9 người khổng lồ.
  - Maidmasher: Một trong số 9 người khổng lồ.
  - Bonecruncher: Một trong số 9 người khổng lồ. Người được biết đến là chén 2 người mỗi bữa tối, nhưng lại chỉ thích ăn người Thổ Nhĩ Kỳ, khiến hắn trở thành người kén ăn nhất trong lũ người khổng lồ ấy.
  - Gizzardgulper: Là người khắt khe nhất trong số chín người khổng lồ.

## Giải thưởng
Sophie và tên khổng lồ đã giành được nhiều giải thưởng bao gồm Deutscher Jugendliteraturpreis năm 1985 hạng mục cuốn sách dành cho thiếu nhi hay nhất của năm trong bản dịch tiếng Đức "Sophiechen und der Riese". Giải thưởng Read Alone và Read Aloud Billby năm 1991.
Năm 2003, nó được xếp hạng 56 trong The Big Read - cuộc khảo sát về công chúng Anh của BBC để xác định danh hiệu "Tiểu thuyết được yêu thích nhất của quốc gia".
Hiệp hội Giáo dục Quốc gia Hoa Kỳ liệt kê Sophie và tên khổng lồ là 1 trong "Top 100 sách giáo khoa hàng đầu dành cho trẻ em" dựa trên cuộc thăm dò trực tuyến năm 2007.
Vào năm 2012, Sophie và tên khổng lồ đã được xếp hạng 88 trong số tiểu thuyết dành cho thiếu nhi hay nhất mọi thời đại trong một cuộc khảo sát được xuất bản bởi Tạp chí Thư viện trường học. Đó là lần thứ tư cuốn sách của Dahl lọt vào Top 100, nhiều hơn bất kỳ nhà văn nào khác.

## Các phiên bản khác

### Tiếng Anh
- ISBN 0-224-02040-4 (hardcover, 1982)
- ISBN 0-374-30469-6 (hardcover, 1982)
- ISBN 0-590-06019-8 (paperback, 1982)
- ISBN 0-435-12279-7 (hardcover, 1984)
- ISBN 0-14-031597-7 (paperback, 1984)
- ISBN 0-14-034019-X (paperback, 1985)
- ISBN 1-85715-924-1 (hardcover, 1993)
- ISBN 0-679-42813-5 (hardcover, 1993)
- ISBN 0-14-130105-8 (paperback, 1998)
- ISBN 0-14-130283-6 (paperback, 1999)
- ISBN 0-14-131137-1 (paperback, 2001)
- ISBN 0-224-06452-5 (hardcover, 2002)
- ISBN 978-0-14-241038-7 / ISBN 0-14-241038-1 (paperback, 2007)
- ISBN 0-14-133216-6 (audio CD read by Natasha Richardson)

### Bản dịch khác
- ISBN 0-14-130105-8 (The BFG, Spanish, 1984)[2]
- ISBN 3-498-01250-9 (Sophiechen und der Riese, German, 1984)[3]

- ISBN 2-07-051372-6 (Le bon gros géant, French, 1984)[4]
- ISBN 4-566-01057-0 (O yasashi kyojin bīefujī, Japanese, 1985)[5]
- ISBN 88-7782-004-7 (Il GGG, Italian, 1987)[6]
- ISBN 0-624-03190-X (Die GSR: die groot sagmoedige reus, Afrikaans, 1993)[7]
- ISBN 89-527-0972-1 (Nae ch'in'gu kkoma kŏin, Korean, 1997)[8]
- ISBN 99927-33-02-0 (Gjiganti i madh i mirë, Albanian, 199-)[9]
- ISBN 7-5332-3227-5 (Hao xin yan er ju ren, Chinese, 2000)[10]
- ISBN 1-904357-03-2 (Yr CMM: yr èc èm èm, Welsh, 2003)[11]
- ISBN 973-576-573-X (Uriașul cel príetenos, Romanian, 2005)[12]
- ISBN 83-240-3949-X (BFG, Polish, 2016)[13]

## Các ấn phẩm khác

### Truyện tranh
Giữa năm 1986, và năm 1998, tiểu thuyết được chuyển thể thành truyện tranh của nhà báo Brian Lee và nghệ sĩ Bill Asprey. Nó đã được xuất bản trong Mail on Sunday và ban đầu là một bản chuyển thể thẳng, với các kịch bản được Roald Dahl chấp nhận. Sau một thời gian, bộ truyện tranh bắt đầu theo cốt truyện của chính mình và tiếp tục dài sau cái chết của Dahl năm 1990.

### Sân khấu kịch
Vở kịch được David Wood đưa ra cho sân khấu và trình chiếu lần đầu tại Nhà hát Wimbledon năm 1991.

### Điện ảnh

#### Sophie và tên khổng lồ(1989)
Vào ngày 5 tháng 11 năm 1987, The Cannon Group, Inc. phát hành một bộ phim hoạt hình dựa trên cuốn sách và được sản xuất bởi Cosgrove Hall Films trong rạp chiếu phim, với David Jason lồng tiếng cho BFG và Amanda Root lồng tiếng cho Sophie.

#### Sophie và tên khổng lồ(2016)
Một bộ phim được chuyển thể từ Walt Disney Pictures, do Steven Spielberg sản xuất, với sự tham gia của Mark Rylance trong vai BFG, cũng như Ruby Barnhill, Penelope Wilton, Jemaine Clement, Rebecca Hall, Rafe Spall và Bill Hader. Bộ phim được ra mắt vào ngày 1 tháng 7 năm 2016.